# Ливингстон (Тенеси)
Ливингстон (енгл. Livingston) град је у америчкој савезној држави Тенеси.

## Демографија
По попису из 2010. године број становника је 4.058, што је 560 (16,0%) становника више него 2000. године.
| Група             | 2000.         | 2010.         |
| Белци             | 3.424 (97,9%) | 3.898 (96,1%) |
| Афроамериканци    | 21 (0,6%)     | 37 (0,9%)     |
| Азијати           | 6 (0,2%)      | 8 (0,2%)      |
| Хиспаноамериканци | 11 (0,3%)     | 65 (1,6%)     |
| Укупно            | 3.498         | 4.058         |